# Vesicapalpus
Vesicapalpus este un gen de păianjeni din familia Linyphiidae.
Cladograma conform Catalogue of Life:
| Vesicapalpus | \| \| Vesicapalpus serranus \| \| \| \| \| \| Vesicapalpus simplex \| \| \| \| |
|              | \| \| Vesicapalpus serranus \| \| \| \| \| \| Vesicapalpus simplex \| \| \| \| |
|              | Vesicapalpus serranus                                                          |
|              |                                                                                |
|              | Vesicapalpus simplex                                                           |
|              |                                                                                |